# Daniil Romanowitsch Tschernjakow
Daniil Romanowitsch Tschernjakow (russisch Даниил Романович Черняков; * 7. Januar 2001 in Dawydowo) ist ein russischer Fußballspieler.

## Karriere

### Verein
Tschernjakow begann seine Karriere bei Lokomotive Moskau. Zur Saison 2020/21 rückte er in den Kader des drittklassigen Farmteams Lokomotive-Kasanka Moskau. In seiner ersten Spielzeit für Kasanka machte er 22 Partien in der Perwenstwo PFL. In der Saison 2021/22 kam er zu zehn Einsätzen.
Zur Saison 2022/23 wechselte Tschernjakow zum Erstligisten FK Fakel Woronesch. Sein Debüt für Fakel in der Premjer-Liga gab er anschließend im Oktober 2022 gegen den FK Rostow. Bis Saisonende absolvierte er vier Spiele im Oberhaus. Im August 2023 wurde er an den Drittligisten FK Metallurg Lipezk verliehen.

### Nationalmannschaft
Tschernjakow spielte zwischen 2017 und 2018 achtmal für russische Jugendnationalteams.